# Juana Teresa Juega López
Juana Teresa Juega López  (Lage, 8 de abril de 1885, Mellid, 3 de diciembre de 1979) fue una poeta gallega que escribió su obra en gallego y castellano.

## Trayectoria
Fue hija del médico Ramón Juega Charlín. Desde los cinco a los trece años de edad vivió en Tacuarembó, Uruguay, de donde procedía su madre. De vuelta a Galicia, la familia se instaló en La Coruña, donde su padre regentaba un balneario. A partir de 1904, sus versos, tanto en gallego como en castellano, se publicaron en Él Eco de Galicia y en El Compostelano.
Juega López escribió el poemario Alma que llora, con prólogo de Leopoldo Pedreira Taibo y una dedicatoria y presentación de José María Riguera Montero. Este hecho desagradó a su novio, el teniente José Morales Vilar. En marzo de 1908, este disparó varias veces contra Juega López, hiriéndola gravemente, y a continuación se suicidó. El libro nunca llegó a publicarse.
Dos años después Juega López se casó con Emilio Pereiro Quiroga, un abogado de Mellid, con el que tuvo cuatro hijos, residiendo sucesivamente en Caldas de Reyes, Arzúa, Palas de Rey, Mellid y Santiago de Compostela. Durante la guerra civil española, Juega López fue miembro de Acción Católica y activista a favor de la CEDA, y colaboró en manifestaciones y actos a favor del franquismo.
Su poema A muerte aparece en la antología de Uxío Carré Aldao de 1911 y su sobrino nieto, José-María Monterroso Devesa, hizo una recopilación de su obra, de más de setenta composiciones, ocho de ellas en gallego, que se publicó en el año 2000 en el Boletín del Centro de Estudios Melidenses. Además está presente en el Museo de la Tierra de Melide n.º 13.

## Reconocimientos
- Escritora en la Gran Enciclopedia Galega Silverio Cañada desde 2005.
- Personas ilustres en el Museo de Mellid.[8]